# Mistrzostwa Świata w Piłce Nożnej Plażowej 2002
Mistrzostwa Świata w Piłce Nożnej Plażowej 2002 – ósme rozgrywki o tytuł mistrza świata. Turniej został rozegrany w Espirito Santo i Săo Paulo w styczniu 2002. W tej edycji nastąpił powrót do systemu rozgrywek z lat 1995-1997, czyli 2 grupy po 4 drużyny, z których awans do półfinałów uzyskują po 2 najlepsze drużyny.

## Zespoły zakwalifikowane
| Drużyna    | Strefa kwalifikacyjna | Liczba występów do tej pory | Najlepszy wynik                                  | Ostatni występ |
| ---------- | --------------------- | --------------------------- | ------------------------------------------------ | -------------- |
| Tajlandia  | Azja                  | debiutant                   | debiutant                                        | debiutant      |
| Argentyna  | Ameryka Południowa    | 6                           | III miejsce (2001)                               | 2001           |
| Brazylia   | Ameryka Południowa    | 7                           | Mistrzostwo (1995, 1996, 1997, 1998, 1999, 2000) | 2001           |
| Urugwaj    | Ameryka Południowa    | 7                           | II miejsce (1996, 1997)                          | 2001           |
| Francja    | Europa                | 5                           | II miejsce (1998, 2001)                          | 2001           |
| Hiszpania  | Europa                | 4                           | III miejsce (2000)                               | 2001           |
| Portugalia | Europa                | 5                           | Mistrzostwo (2001)                               | 2001           |
| Włochy     | Europa                | 7                           | III miejsce (1996)                               | 2001           |

## Faza grupowa

### Grupa A
Tabela:
| lp | Reprezentacja | M | Z | R | P | Bramki  | Pkt |
| -- | ------------- | - | - | - | - | ------- | --- |
| 1. | Brazylia      | 3 | 3 | 0 | 0 | 17 - 4  | 9   |
| 2. | Tajlandia     | 3 | 2 | 0 | 1 | 9 - 13  | 6   |
| 3. | Hiszpania     | 3 | 1 | 0 | 2 | 11 - 10 | 3   |
| 4. | Francja       | 3 | 0 | 0 | 3 | 9 - 19  | 0   |

Wyniki:
| Brazylia  | 6 - 0 | Tajlandia |
| Hiszpania | 7 - 2 | Francja   |
| Tajlandia | 5 - 4 | Francja   |
| Brazylia  | 4 - 1 | Hiszpania |
| Brazylia  | 7 - 3 | Francja   |
| Tajlandia | 4 - 3 | Hiszpania |

### Grupa B
Tabela:
| lp | Reprezentacja | M | Z | R | P | Bramki  | Pkt |
| -- | ------------- | - | - | - | - | ------- | --- |
| 1. | Portugalia    | 3 | 3 | 0 | 0 | 20 - 11 | 9   |
| 2. | Urugwaj       | 3 | 2 | 0 | 1 | 18 - 10 | 6   |
| 3. | Włochy        | 3 | 1 | 0 | 2 | 14 - 16 | 3   |
| 4. | Argentyna     | 3 | 0 | 0 | 3 | 12 - 27 | 0   |

Wyniki:
| Włochy     | 8 - 6  | Argentyna |
| Portugalia | 6 - 3  | Urugwaj   |
| Portugalia | 6 - 4  | Włochy    |
| Urugwaj    | 11 - 2 | Argentyna |
| Portugalia | 8 - 4  | Argentyna |
| Urugwaj    | 4 - 2  | Włochy    |

## Faza Pucharowa

### Półfinały
| Portugalia | 3 - 2 | Tajlandia |
| Brazylia   | 8 - 4 | Urugwaj   |

### Mecz o 3 miejsce
| Urugwaj | 5 - 3 | Tajlandia |

### Finał
| Brazylia | 6 - 5 | Portugalia |

## Nagrody
- MVP: Neném ( Brazylia)
- Król strzelców: Neném ( Brazylia), Madjer ( Portugalia) & Nico ( Urugwaj) - po 9 bramek
- Najlepszy bramkarz: Nomcharoen ( Tajlandia)